# Puchar Polski w piłce nożnej (1979/1980)
Puchar Polski w piłce nożnej mężczyzn w sezonie 1979/1980 – 26. edycja rozgrywek, mających na celu wyłonienie zdobywcy Pucharu Polski, który uzyska tym samym prawo gry w Pucharze Zdobywców Pucharów w sezonie 1980/81. Zwycięzcą rozgrywek została Legia Warszawa, dla której był to szósty Puchar Polski w historii klubu. 
Mecz finałowy odbył się 9 maja 1980 na Stadionie Miejskim w Częstochowie. 

## I runda
| Drużyna 1                    | Wynik          | Drużyna 2                     |
| ---------------------------- | -------------- | ----------------------------- |
| Unia Hrubieszów              | 5:1            | Igloopol Dębica               |
| Wisłok Strzyżów              | 0:2            | Stal Nowa Dęba                |
| JKS 1909 Jarosław            | 1:3            | Sandecja Nowy Sącz            |
| Chełmianka Chełm             | 0:0 pd. k. 6:5 | Stal Rzeszów                  |
| Igloopol II Dębica           | 0:0 pd. k. 3:4 | Stal Rzeszów                  |
| Stal Poniatowa               | 2:0            | Orzeł Wierzbica               |
| Elana Toruń                  | 2:2 pd. k. 3:4 | AZS AWF Warszawa              |
| Wisła Sandomierz             | 0:2            | Granat Skarżysko-Kamienna     |
| Czarni Żagań                 | 0:1            | Stal Szczecin                 |
| Olimpia Zambrów              | 0:3            | AZS Biała Podlaska            |
| Pogoń Siedlce                | 1:0            | Narew Ostrołęka               |
| Mławianka Mława              | 1:0            | Hetman Białystok              |
| Granica Kętrzyn              | 0:2            | Wigry Suwałki                 |
| Orlęta Reszel                | 1:5            | Olimpia Elbląg                |
| Chojniczanka Chojnice        | 1:0 pd.        | Arka II Gdynia                |
| Budowlani Lubsko             | 1:1 pd. k. 4:3 | Arkonia Szczecin              |
| Wielim Szczecinek            | 1:0            | Czarni Słupsk                 |
| Polar Wrocław                | 0:3 w/o        | Zeotechnik Żórawina           |
| Kryształ Stronie Śląskie     | 3:1            | BKS Bobrzanie Bolesławiec     |
| Odra II Opole                | 0:2            | Chrobry Głogów                |
| Koszarawa Żywiec             | 3:1            | Górnik II Zabrze              |
| Garbarnia Kraków             | 1:0            | Unia Oświęcim                 |
| Kolejarz Prokocim            | 2:1 pd.        | AKS Niwka                     |
| Chemik Kędzierzyn-Koźle      | 2:1            | Ruch II Chorzów               |
| Kania Gostyń                 | 0:2            | Pogoń Barlinek                |
| Vitcovia Witkowo             | 0:1 pd.        | Stilon II Gorzów Wielkopolski |
| Ostrovia Ostrów Wielkopolski | 2:0            | Mieszko Gniezno               |
| Lubuszanin Trzcianka         | 0:3            | Admira Poznań                 |
| RKS Łódź                     | 0:2            | RKS Błonie                    |
| Start Olesno                 | 1:3            | GKS Bełchatów                 |
| Wisła Płock                  | 1:2            | Pogoń Zduńska Wola            |
| Włocłavia Włocławek          | 1:3            | Żyrardowianka Żyrardów        |

## II runda
| Drużyna 1                     | Wynik          | Drużyna 2                      |
| ----------------------------- | -------------- | ------------------------------ |
| Garbarnia Kraków              | 0:1            | Zagłębie Lubin                 |
| Olimpia Elbląg                | 1:0            | Polonia Warszawa               |
| Ostrovia Ostrów Wielkopolski  | 0:4            | Radomiak Radom                 |
| AZS AWF Warszawa              | 1:0            | Lechia Gdańsk                  |
| Pogoń Siedlce                 | 0:4            | Resovia                        |
| Mławianka Mława               | 1:3            | Star Starachowice              |
| GKS Bełchatów                 | 1:0            | Siarka Tarnobrzeg              |
| RKS Błonie                    | 1:5            | Stilon Gorzów Wielkopolski     |
| Admira Poznań                 | 1:1 pd. k. 5:4 | Bałtyk Gdynia                  |
| Kryształ Stronie Śląskie      | 0:0 pd. k. 5:4 | GKS Tychy                      |
| Chojniczanka Chojnice         | 1:2            | Stoczniowiec Gdańsk            |
| Pogoń Zduńska Wola            | 1:0            | Zawisza Bydgoszcz              |
| Żyrardowianka Żyrardów        | 1:0            | Goplania Inowrocław            |
| Chrobry Głogów                | 2:1            | Raków Częstochowa              |
| Zeotechnik Żórawina           | 0:0 pd. k. 2:1 | Avia Świdnik                   |
| Stal Nowa Dęba                | 3:0            | Górnik Wałbrzych               |
| Stal Sanok                    | 0:1            | ROW Rybnik                     |
| Sandecja Nowy Sącz            | 1:0            | Zagłębie Wałbrzych             |
| Stal Szczecin                 | 3:2            | Olimpia Szczecin               |
| Granat Skarżysko-Kamienna     | 0:1            | Małapanew Ozimek               |
| Chemik Kędzierzyn-Koźle       | 2:0            | Cracovia                       |
| Kolejarz Prokocim             | 2:5            | Górnik Zabrze                  |
| AZS Biała Podlaska            | 0:2            | Stal Stalowa Wola              |
| Unia Hrubieszów               | 3:2            | RKS Ursus                      |
| Chełmianka Chełm              | 0:0 pd. k. 5:6 | Piast Gliwice                  |
| Stal Poniatowa                | 2:1            | Moto Jelcz Oława               |
| Wielim Szczecinek             | 3:1            | Warta Poznań                   |
| Stilon II Gorzów Wielkopolski | 0:1            | Błękitni Kielce                |
| Pogoń Barlinek                | 3:2            | Concordia Piotrków Trybunalski |
| Koszarawa Żywiec              | 0:5            | Wisłoka Dębica                 |
| Wigry Suwałki                 | 1:0            | Motor Lublin                   |
| Budowlani Lubsko              | 0:2            | Gwardia Koszalin               |

## III runda
| Drużyna 1               | Wynik          | Drużyna 2                  |
| ----------------------- | -------------- | -------------------------- |
| AZS AWF Warszawa        | 0:0 pd. k. 2:4 | Stal Stalowa Wola          |
| Pogoń Zduńska Wola      | 2:1            | Małapanew Ozimek           |
| Wielim Szczecinek       | 0:1            | Gwardia Koszalin           |
| Żyrardowianka Żyrardów  | 0:2            | Radomiak Radom             |
| GKS Bełchatów           | 2:2 pd. k. 3:2 | Kryształ Stronie Śląskie   |
| Zeotechnik Żórawina     | 1:1 pd. k. 3:4 | Chrobry Głogów             |
| Pogoń Barlinek          | 1:2            | Olimpia Elbląg             |
| Unia Hrubieszów         | 2:3 pd.        | Wigry Suwałki              |
| Stal Poniatowa          | 0:1            | Stal Nowa Dęba             |
| Chemik Kędzierzyn-Koźle | 0:2            | Górnik Zabrze              |
| Sandecja Nowy Sącz      | 0:1 pd.        | Star Starachowice          |
| Admira Poznań           | 2:1 pd.        | ROW Rybnik                 |
| Wisłoka Dębica          | 3:2            | Piast Gliwice              |
| Zagłębie Lubin          | 1:1 pd. k. 7:8 | Stilon Gorzów Wielkopolski |
| Błękitni Kielce         | 1:0            | Resovia                    |
| Stal Szczecin           | 1:0            | Stoczniowiec Gdańsk        |

## 1/16 finału
Do rywalizacji dołączyły zespoły z I ligi.
| Drużyna 1                  | Wynik          | Drużyna 2          |
| -------------------------- | -------------- | ------------------ |
| Błękitni Kielce            | 0:1            | Widzew Łódź        |
| Wisłoka Dębica             | 1:0            | Ruch Chorzów       |
| Stal Szczecin              | 2:1 pd.        | Arka Gdynia        |
| Star Starachowice          | 1:0            | Szombierki Bytom   |
| Admira Poznań              | 1:3            | Odra Opole         |
| GKS Bełchatów              | 1:2            | Polonia Bytom      |
| Stal Stalowa Wola          | 1:3            | Gwardia Warszawa   |
| Radomiak Radom             | 1:2            | Lech Poznań        |
| Górnik Zabrze              | 2:1            | Stal Mielec        |
| Stilon Gorzów Wielkopolski | 1:3            | Śląsk Wrocław      |
| Olimpia Elbląg             | 0:3            | ŁKS Łódź           |
| Pogoń Zduńska Wola         | 0:2            | GKS Katowice       |
| Stal Nowa Dęba             | 0:0 pd. k. 3:4 | Wisła Kraków       |
| Chrobry Głogów             | 2:1            | Zagłębie Sosnowiec |
| Wigry Suwałki              | 0:1 pd.        | Legia Warszawa     |
| Gwardia Koszalin           | 1:1 pd. k. 4:2 | Śląsk Wrocław      |

## 1/8 finału
| Drużyna 1         | Wynik          | Drużyna 2        |
| ----------------- | -------------- | ---------------- |
| Widzew Łódź       | 2:2 pd. k. 1:4 | ŁKS Łódź         |
| Wisłoka Dębica    | 3:5            | Odra Opole       |
| Stal Szczecin     | 2:0            | Górnik Zabrze    |
| Chrobry Głogów    | 1:0            | Gwardia Koszalin |
| Star Starachowice | 0:3            | Polonia Bytom    |
| Śląsk Wrocław     | 0:1            | GKS Katowice     |
| Gwardia Warszawa  | 1:5            | Legia Warszawa   |
| Lech Poznań       | 1:0            | Wisła Kraków     |

## Ćwierćfinały
| Drużyna 1      | Wynik | Drużyna 2     |
| -------------- | ----- | ------------- |
| Chrobry Głogów | 2:1   | Stal Szczecin |
| ŁKS Łódź       | 2:0   | GKS Katowice  |
| Polonia Bytom  | 1:2   | Lech Poznań   |
| Legia Warszawa | 1:0   | Odra Opole    |

## Półfinały
| Drużyna 1      | Wynik | Drużyna 2      |
| -------------- | ----- | -------------- |
| Chrobry Głogów | 0:4   | Legia Warszawa |
| ŁKS Łódź       | 1:2   | Lech Poznań    |

## Finał
Spotkanie finałowe odbyło się 9 maja 1980 na Stadionie Miejskim w Częstochowie. Frekwencja na stadionie wyniosła 22 000 widzów. Mecz sędziował Jerzy Kacprzak z Gdańska. Mecz zakończył się zwycięstwem Legii Warszawa 5:0. Bramki dla Legii strzelili Marek Kusto w 23. i 57. minucie, Mirosław Okoński w 34. minucie, Adam Topolski w 38. minucie oraz Witold Sikorski w 54. minucie. 
| 9 maja 1980 | Legia Warszawa · Kusto 23', 57' · Okoński 34' · Topolski 38' · Sikorski 54' | 5:03:0Raport | Lech Poznań | Stadion Miejski, Częstochowa Widzów: 22 000 Sędzia: Jerzy Kacprzak (Gdańsk) |
|             |                                                                             |              |             |                                                                             |

| LEGIA WARSZAWA  |  |                   |
|                 |  |                   |
| BR              |  | Jacek Kazimierski |
| OB              |  | Adam Topolski     |
| OB              |  | Paweł Janas       |
| OB              |  | Stefan Majewski   |
| OB              |  | Ryszard Milewski  |
| PO              |  | Edward Załężny    |
| PO              |  | Zbigniew Kakietek |
| PO              |  | Janusz Baran      |
| NA              |  | Marek Kusto       |
| NA              |  | Witold Sikorski   |
| NA              |  | Mirosław Okoński  |
| Trener:         |  |                   |
| Lucjan Brychczy |  |                   |

| LECH POZNAŃ      |  |                       |  |     |
|                  |  |                       |  |     |
|                  |  |                       |  |     |
| BR               |  | Piotr Mowlik          |  |     |
| OB               |  | Krzysztof Pawlak      |  |     |
| OB               |  | Józef Szewczyk        |  |     |
| OB               |  | Andrzej Grześkowiak   |  |     |
| OB               |  | Hieronim Barczak      |  |     |
| PO               |  | Zbigniew Krawczyk     |  |     |
| PO               |  | Leszek Piekarczyk     |  |     |
| PO               |  | Janusz Woliński       |  | 46' |
| NA               |  | Zbigniew Stelmasiak   |  |     |
| NA               |  | Romuald Chojnacki     |  |     |
| NA               |  | Ryszard Szpakowski    |  | 29' |
| Rezerwowi:       |  |                       |  |     |
| PO               |  | Piotr Grobelny        |  | 46' |
| NA               |  | Remigiusz Marchlewicz |  | 29' |
| Trener:          |  |                       |  |     |
| Wojciech Łazarek |  |                       |  |     |

| Puchar Polski (1979/80)     |
| --------------------------- |
| Legia Warszawa Szósty Tytuł |